# Сан-Витторе-дель-Лацио
Сан-Витторе-дель-Лацио (итал. San Vittore del Lazio) — коммуна в Италии, располагается в регионе Лацио, подчиняется административному центру Фрозиноне.
Население составляет 2672 человека, плотность населения составляет 99 чел./км². Занимает площадь 27 км². Почтовый индекс — 03040. Телефонный код — 0776.
Аокровителем коммуны почитается святой Виктор Мавр, празднование 8 мая.